# 916
سنة 916 م كانت سنة كبيسة تبدأ يوم الإثنين (الرابط يظهر نموذج التقويم الكامل للسنة) من التقويم اليولياني. بدأت تسمية السنة ب916 منذ العصور الوسطى المبكرة، عندما أصبح تقويم أنو دوميني هو الأسلوب السائد في أوروبا لتسمية السنوات.

## أهم الأحداث
- تأسيس مدينة المهدية (تونس)

## من أشهر مواليد سنة 916
- سيف الدولة الحمداني

## من أشهر وفيات سنة 916
- كليمنت الأوخريدي